# Vlag van Wijnegem
De vlag van Wijnegem werd door de gemeenteraad op 27 november 1988 officieel vastgesteld als de gemeentelijke vlag van de Antwerpse gemeente Wijnegem. Op 13 december 1988 werd hij door het Bestuur van Vlaanderen bevestigd en uiteindelijk gepubliceerd op 8 november 1989 in het officiële Belgisch Staatsblad.
Officieel wordt de vlag beschreven als:
Zwart met een geel uitgeschulpt schuinkruis vergezeld van vier gesteelde en gebladerde druiventrossen van hetzelfde
De vlag is volledig gebaseerd op het gemeentewapen en ziet er dus helemaal hetzelfde uit.

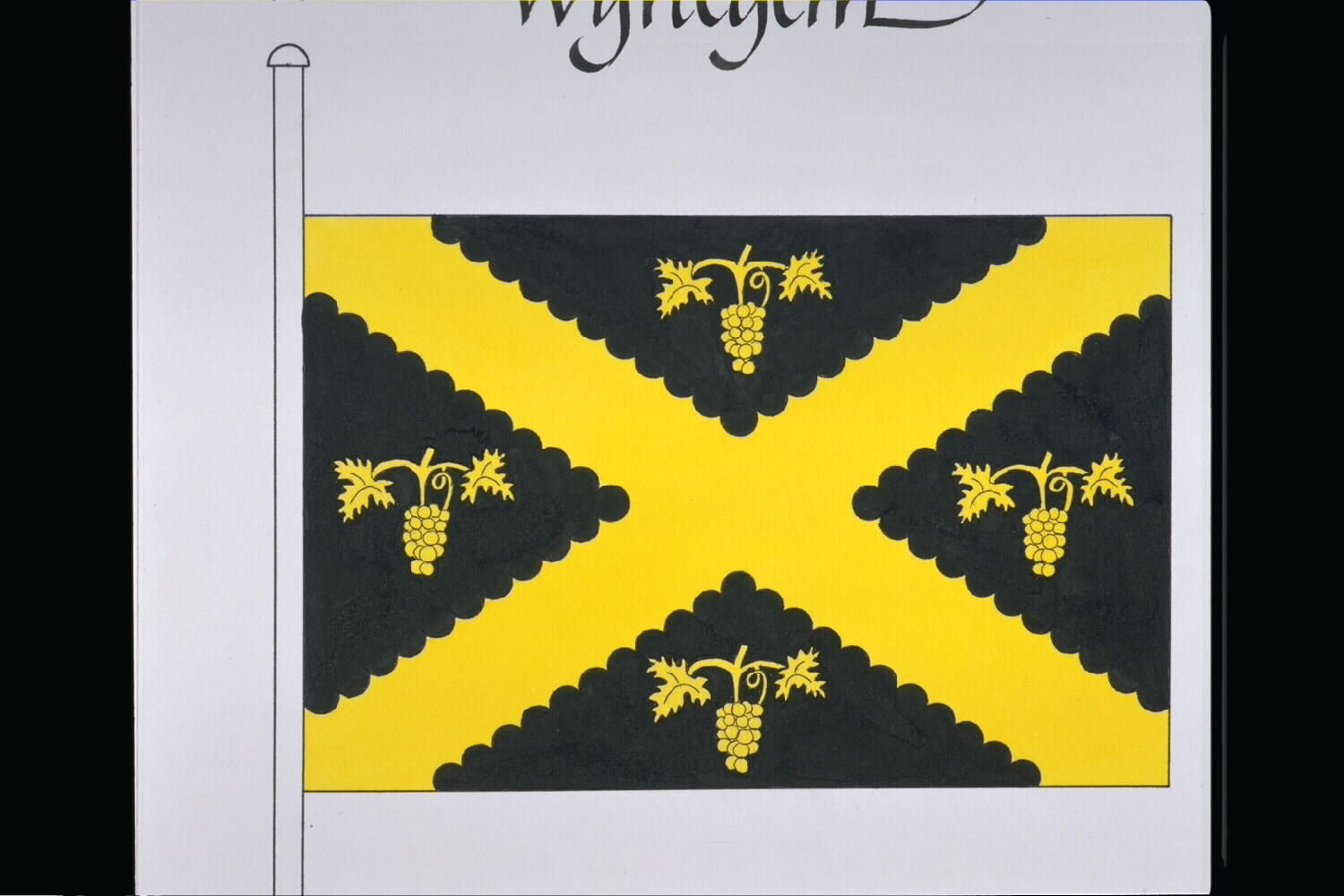
Officiële tekening van de vlag